# Une souris chez les hommes
Cet article possède un paronyme, voir Des souris et des hommes (homonymie).
Pour plus de détails, voir Fiche technique et Distribution.
Une souris chez les hommes (ou Un drôle de caïd lors de sa ressortie en salles en 1968) est une comédie policière française réalisée par Jacques Poitrenaud en 1964.

## Synopsis
Francis et Marcel, cambrioleurs à la petite semaine, sont surpris en pleine action par Lucille, une jeune fille de bonne famille. Désœuvrée, en mal de sensations fortes, elle monnaie son silence et les oblige à l'accepter comme associée. Lucille va alors s'employer à planifier les larcins et autres fric-frac du trio, lesquels se terminent invariablement en catastrophe et sans le moindre butin.

## Fiche technique
- Titre : Une souris chez les hommes
- Réalisation : Jacques Poitrenaud
- Scénario : d'après le roman de Francis Ryck Les Heures ouvrables (Éditions Plon)
- Adaptation et dialogue: Albert Simonin, en collaboration avec Michel Audiard
- Assistant réalisateur : Jacques Corbel
- Photographie : Marcel Grignon
- Opérateur : Charles-Henry Montel
- Musique : Guy Béart, Michel Colombier
- Arrangements et direction musicale : Michel Colombier (Éditions musicales Barclay Paris)
- Décors : François de Lamothe, assisté de Claude Moesching
- Décors naturels obligeamment prêtés par les Magasins Etam pub Renault
- Son : Antoine Archimbaud, Jacques Maumont
- Montage : Paul Cayatte, assisté de Nicole Colombier
- Script-girl : Alice Chazelles
- Maquillage : Louis Bonnemaison
- D. Carrel et D. Saval sont habillées par Saint-Honoré Créations et Louis Féraud
- Régisseur : Jean Pieuchot
- Séquences actions réalisées par Claude Carliez et son équipe
- Bruitages : Daniel Couteau
- Effets spéciaux : Publie Télé
- Ensemblier : Robert Christidès
- Administrateur comptable : Maurice Otte
- Photographe de plateau : Roger Corbeau
- Générique et trucages : Jean Fouchet F.L
- Pellicule 35 mm, noir et blanc
- Studios : Studios d'Épinay
- Tirage dans les laboratoires d'Épinay-sur-Seine
- Enregistrement : R. Beauchamps et Cie aux studios Marignan - S.I.M.O
- Production : Filmsonor, Procinex, Mondex, Franco-Films, Corona (France)
- Chef de production : Robert Amon, Claude Jaeger
- Directeur de production : Roger Demollière
- Chargé de presse : Richard Balducci
- Durée : 90 min
- Genre : Comédie
- Première présentation le 17/07/1964

## Distribution
- Louis de Funès : Marcel Ravelais, cambrioleur à la "petite semaine"
- Maurice Biraud : Francis Blanchet, le complice de Marcel
- Dany Saval : Lucille Baillet, la voisine
- Dany Carrel : Sylvie Blanchet, la femme de Francis
- Maria Pacôme : Emma, la tante de Lucille
- Robert Manuel : Léon Dufour, le directeur des magasins "Dufour"
- Dora Doll : Catherine, la caissière des magasins "Dufour"
- Claude Piéplu : l'inspecteur-chef
- Jacques Legras : l'autre inspecteur
- Bernard Musson : un agent de police
- Jean Lefebvre : l'employé à la télésurveillance du Bon Marché
- André Badin : le gardien de nuit du Bon Marché
- Evelyne Dassas : Mireille, une employée aguicheuse du Bon Marché (la belle Mireille, dixit le télésurveillant)
- Albert Michel : un caissier du Bon Marché
- Gilbert Servien : un client du Bon Marché
- Madeleine Clervanne : Mme Laurent, la concierge des Blanchet
- Gérard Lartigau : Lucky
- Tanya Lopert : une amie de Lucky
- Lionel Vitrant : un ami de Lucky
- Yvan Chiffre : un patineur
- Jacques Dynam : le patron du café
- Philippe Castelli : le gardien du Louvre
- Marcel Bernier : un convoyeur
- Édouard Francomme : un convoyeur
- Andrès : le maître d'hôtel
- Jacques Salmon
- Bernard Cara
- Robert Vattier : l'employé cadre (non crédité, scène coupée au montage)
- Jacques Santi (non crédité, à confirmer)
- Jean Amadou (non crédité, à confirmer)

## Sortie et accueil
Le film ne connaît pas un succès en salles lors de sa sortie initiale, se contenant de 466 938 entrées jusqu'au 31 décembre 1964 et 323 558 entrées sur toute l'année 1965, portant le cumul à 790 496 entrées depuis le début de son exploitation. Lorsque Louis de Funès connaît une série de succès depuis Le Gendarme de Saint-Tropez, des producteurs et distributeurs peu scrupuleux tentent de capitaliser sur sa nouvelle popularité en ressortant d'anciens films où il apparaît. Des souris chez les hommes sort sous un nouveau nom, Un Drôle de Caïd, à l'été 1968, et son affiche présente Louis de Funès comme l'unique vedette, alors que le film est mené par un trio qu'il compose avec Maurice Biraud et Dany Saval, laquelle était la véritable star en 1964,. Finalement, le long-métrage totalise 1 353 227 entrées.

## Autour du film
- Robert Vattier, Jean Amadou et Jacques Santi, cités dans les catalogues 1961-1965[réf. souhaitée], n'apparaissent ni au générique ni à l'écran. Le rôle d'employé-cadre de Robert Vattier semble avoir été purement et simplement coupé au montage.
- Robert Manuel retrouve Louis de Funès une dernière fois après Si Paris nous était conté, Comme un cheveu sur la soupe, Certains l'aiment froide et Candide ou l'Optimisme au xxe siècle.
- Parmi les lieux visibles dans le film, nous pouvons apercevoir l'extérieur et des parties intérieures du Bon Marché.